# Ариплери (проток)
Ариплери (на английски: Aripleri Passage) е морски проток между остров Игъл в море Уедъл и полуостров Ятрус от югоизточната страна на полуостров Тринити. Получава това име в чест на средновековната крепост Ариплери в Югоизточна България през 2005 г.

## Описание
Протокът е оформен в резултат на разпадането на шелфов ледник Принц Густав през втората половина на XX век.

## Картографиране
Британско-немска топографска карта от 1996 г.

## Карти
- Trinity Peninsula Архив на оригинала от 2015-09-23 в Wayback Machine.. Scale 1:250000 topographic map No. 5697. Institut für Angewandte Geodäsie and British Antarctic Survey, 1996.